# Phalaenopsis finleyi
Phalaenopsis finleyi ist eine Orchideenart aus der Gattung Phalaenopsis, benannt zu Ehren des Orchideenkultivateurs Roy Finley aus Florida, USA.

## Beschreibung

### Vegetative Merkmale
Phalaenopsis finleyi wächst als ausdauernde krautige Pflanze. Sie gedeiht überwiegend als Epiphyt. Sie besitzt eine monopodial, kurze Sprossachse. Die 2 bis 4 ziemlich fleischigen hell- bis sattgrünen Blätter sind etwa 15 cm sowie bis zu 9 cm breit und elliptisch.

### Generative Merkmale
In den relativ kurzen Blütenständen stehen in der Regel mehrere Blüten zusammen, die sich nacheinander öffnen und meist sind nur ein bis zwei Blüten gleichzeitig geöffnet. Die zwittrigen Blüten sind zygomorph. Besonders charakteristisch ist die Blütenform, wodurch sie sich deutlich von allen anderen Phalaenopsis-Arten unterscheidet. Die Kelchblätter (Sepalen) und Kronblätter (Petalen) sind bei geöffneter Blüte von der Basis her stark nach hinten gebogen. Die Farbe der Blüten variiert von milchigweiß bis gelblichweiß mit längs laufenden unterschiedlich breiten purpurfarbenen (ab und zu auch ins bräunliche gehende) Streifen auf den Blütenblättern und dem Mittellappen der Lippe; diese Streifen sind unterschiedlich intensiv ausgeprägt.
Nach der Bestäubung verwelken die Blütenblätter und die bei Reife grün-bräunliche Kapselfrucht ist etwa 4 cm lang.

## Verbreitung
Es wurde ursprünglich angenommen, dass Phalaenopsis finleyi ein Endemit in Thailand sei. Jedoch kommt diese Art auch in Myanmar und Vietnam vor.  Das Typus-Exemplar stammt von Phu Luang in der Nähe von Loei/Nordthailand an der Grenze zu Laos.

## Botanische Geschichte
Das erste Exemplar dieser Art wurde 1987 von einem Sammler an einem Berg hoch über einem Fluss entdeckt, der diese Pflanze an Hr. Suphachadiwong weitergab. Anhand eines Farbfotos, einer Einzelblüte und einem Bericht zur gefundenen Pflanze beschrieb Gunnar Seidenfaden die Pflanze 1988 als Kingidium minus in Opera Botanica 95. Im Zuge seiner Überarbeitung der Gattung Phalaenopsis erfolgte 2001 durch Eric Alston Christenson eine Neukombination nach Phalaenopsis minus (er hat die gesamte Gattung Kingidium in Phalaenopsis integriert). 'Minus' als früheres Epitheton zu Kingidium passte allerdings nicht mehr zum neuen femininen Gattungsnamen Phalaenopsis. Schnell wurde die Beschreibung korrigiert und 'minus' zum femininen Epitheton 'minor' geändert. Hier ergab sich allerdings das Problem, dass eine Phalaenopsis minor bereits 1988 beschrieben worden war – Christensons Beschreibung wurde somit ungültig. Schließlich wurde diese Art 2011 wieder von E. A. Christenson umbenannt in Phalaenopsis finleyi.